# Richard Göransson
Richard Göransson (ur. 6 sierpnia 1978 roku w Örebro) – szwedzki kierowca wyścigowy.

## Kariera
Göransson rozpoczął karierę w międzynarodowych wyścigach samochodowych w 1994 roku od startów w Szwedzkiej Formule Ford Junior. Z dorobkiem pięciu punktów został sklasyfikowany na dziewiątej pozycji w końcowej klasyfikacji kierowców. W późniejszym okresie Szwed pojawiał się także w stawce Szwedzkiej Formuły Ford SSK, Nordyckiej Formuły Ford 1600, Swedish Touring Car Championship, Festiwalu Formuły Ford, Europejskiego Pucharu Formuły Ford, Niemieckiej Formuły Ford 1800, edycji zimowej Brytyjskiej Formuły Ford, Brytyjskiej Formuły Ford, Formuły Ford 1800, Brytyjskiej Formuły Renault, Europejskiego Pucharu Formuły Renault 2.0, European Touring Car Cup, 24H Dubai, VLN Endurance, 24h Nürburgring, 24H Series, Scandinavian Touring Car Cup, Scandinavian Touring Car Championship, ADAC GT Masters, TTA - Elitserien i Racing oraz Swedish GT.
Od 2011 roku Göransson startuje w rajdach samochodowych oraz w Rallycrossie. W latach 2011–2012 wystartował w wybranych rajdach zaliczanych do klasyfikacji Rajdowych Mistrzostw Świata. W 2014 roku został sklasyfikowany na dziewiętnastym miejscu w Rallycrossowych Mistrzostwach Świata, a w Mistrzostwach Europy w rallycrossie był 21.